# Хари Андрюс
Хари Флийтуд Андрюс (на английски: Harry Fleetwood Andrews) е английски актьор. 

## Биография
Роден е на 10 ноември 1911 година в Тънбридж, графство Кент, в семейството на лекар. Завършва колежа „Рекин“ в Уелингтън след което започва актьорската си кариера в театъра, придобивайки известност главно с роли в пиеси на Уилям Шекспир. По време на Втората световна война служи в артилерията. От средата на 50-те години се снима и в киното, участвайки във филми като „Могилата“ („The Hill“, 1965), „Страдание и възторг“ („The Agony and the Ecstasy“, 1965), „Супермен: Филмът“ („Superman“, 1978), „Хълмът Уотършип“ („Watership Down“, 1978).
Хари Андрюс умира на 77 години на 6 март 1989 година в Сейлхърст. Андрюс има над 30 годишна връзка с актьора Басил Хоскинс и двамата са погребани един до друг в гробище в Сейлхърст, Източен Съсекс.

## Избрана Филмография
| Година | Филм                      | Оригинално заглавие       | Роля               | Режисьор      |
| ------ | ------------------------- | ------------------------- | ------------------ | ------------- |
| 1959   | Ученикът на дявола        | The Devil's Disciple      | Майор Суиндън      | Гай Хамилтън  |
| 1959   | Соломон и Савската царица | Solomon and Sheba         | Балтор             | Кинг Видор    |
| 1965   | Могилата                  | The Hill                  | Бърт Уилсън        | Сидни Лумет   |
| 1965   | Страдание и възторг       | The Agony and the Ecstasy | Донато Браманте    | Карол Рийд    |
| 1978   | Супермен: Филмът          | Superman                  | Вторият старейшина | Ричард Донър  |
| 1978   | Хълмът Уотършип           | Watership Down            | Чистач             | Мартин Росен  |
| 1978   | Смърт край Нил            | Death on the Nile         | Барнстейпъл        | Джон Гилермин |
| 1985   | Моето писмо до Джордж     | My Letter to George       | Стария Томпсън     | Майкъл Локлин |